# Upplands runinskrifter 467
Upplands runinskrifter 467 är en vikingatida runsten av granit i Tibble, Vassunda socken och Knivsta kommun. Runstenen påträffades vid en plöjning 1923 och sprängdes innan man märkte att det rörde sig om en runsten. Den är cirka 2,3 meter hög, cirka 1,1 meter bred samt cirka 0,4 meter tjock. Runhöjden är ungefär 10 centimeter. Stenen är svårt skadad och lagad med cement.

## Inskriften
Stenen är signerad av Torbjörn som ristat ett antal stenar mellan Sigtuna och Knivsta.
Translitterering av runraden:
× tafeist- ... ...-sa stei(n) · þen... ...in...a : kuþ : hi--bi : at : --(n)s : þurbiurn : risti
Normalisering till runsvenska:
Tafæist[r] ... [ræi]sa stæin þenn[a] ... Guð hi[al]pi and [ha]ns. Þorbiorn risti.
Översättning till nusvenska:
Tavest ... resa denna sten ... Gud hjälpe hans ande. Torbjörn ristade.